# Talisia Misiedjan
Talisia Francina Hermina Misiedjan (Amsterdam, 11 mei 1990) is een Nederlands actrice. Ze is vooral bekend door de rol die ze vertolkte als Avalanche Blokland in de Z@pp-jeugdserie SpangaS. Tegenwoordig is zij mede-eigenaar van een management- en castingbureau in Amsterdam-Noord, waar influencers, youtubers en presentatoren als Tim Hofman, Anna Nooshin, Kaj Gorgels, Geraldine Kemper en Jan Versteegh getekend hebben. Misiedjan heeft een zusje Quinty Misiedjan en een broertje.

## Televisie, film en theater
- Fok jou! (2006) als Sharita
- SpangaS (2007-2011) als Avalanche Blokland
- SpangaS op Survival (2009) als Avalanche Blokland
- Als je verliefd wordt (2012)